# Whittle W.1
Il Whittle W.1 (anche noto come Whittle Supercharger Type W1) era un motore aeronautico turbogetto progettato dal britannico Frank Whittle negli anni trenta. Fu il primo modello di turbogetto inglese a volare il 15 maggio 1941, installato a bordo di un Gloster E.28/39.

## Storia del progetto
Nel 1929 Whittle, recentemente promosso a ufficiale, fu inviato alla Central Flying School della Royal Air Force per qualificarsi come istruttore di volo. Durante il corso le sue idee riguardo ad un nuovo sistema di propulsione per aeromobili iniziarono a maturare e furono per la prima volta prese in considerazione dalla RAF. Tuttavia, il Dottor A. A. Griffith, un esperto dell'Air Ministry che si era occupato fin dal 1926 di motori a reazione, valutò negativamente le sue idee che furono classificate come impraticabili. 

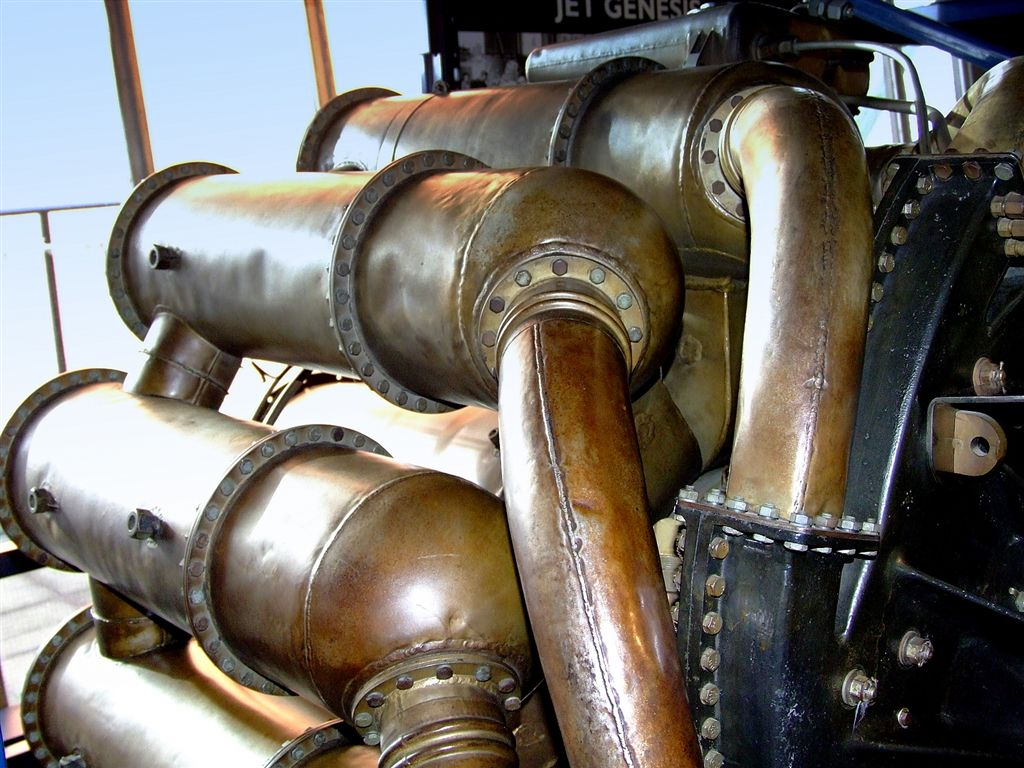
Dettaglio delle camere di combustione del Whittle W.1

Convinto delle sue idee però, Whittle portò avanti il suo progetto e, il 16 gennaio 1930, depositò il suo primo brevetto per un motore a turbina in grado di muovere un aeromobile grazie alla spinta generata dai suoi gas di scarico. Nel 1932 il brevetto di Whittle, non essendo stato ritenuto dall'Air Ministry di importanza strategica, fu reso pubblico ed alcune copie arrivarono in Germania al Reichsluftfahrtministerium, il Ministro dell'Aria del Reich, ed ai costruttori di motori aeronautici tedeschi. Poco dopo il brevetto fu revocato poiché Whittle non poté permettersi la quota annuale di 5 sterline e la RAF si rifiutò di finanziarlo.
Nonostante il disinteresse delle autorità, Whittle continuò a sviluppare il suo motore, ora denominato WU, fino a che una lettera, inviatagli dal suo compagno di scuola per ufficiali R. Dudley Williams, lo spronò a cercare investimenti privati. Fu così che nel novembre del 1935 Whittle fondò la Power Jets Limited (PJL). Nello stesso periodo ed indipendentemente dagli studi di Whittle, in Germania, Hans von Ohain iniziò la costruzione del suo dimostratore di motore turbogetto (Heinkel HeS 1) che fu acceso con successo nella primavera del 1937.

### Sviluppo
Il 12 aprile del 1937, solo 18 mesi dopo la fondazione della Power Jets Limited, il primo prototipo (WU) venne provato al banco nelle officine della British Thompson-Houston (BTH) a Rugby. Il motore però era caratterizzato da una combustione molto instabile e, per motivi di sicurezza, la Power Jets Limited decise di spostarsi all'inizio del 1938 a Lutterworth, in una fonderia dismessa dove fu provato fino al 23 agosto 1937.
Per superare i problemi relativi alla imperfetta combustione il primo prototipo fu smantellato per riutilizzarne le parti principali in un secondo, caratterizzato da un'unica camera di combustione a flusso diretto assialsimmetrica. Dopo sole nove prove al banco, però, a causa del cedimento della turbina questo andò distrutto. Il motore fu quindi ridisegnato, sostituendo l'unica grossa camera di combustione con 10 combustori più piccoli. Il terzo prototipo iniziò le prove al banco verso la fine di ottobre del 1938 che continuarono fino alla distruzione dell'esemplare avvenuta nel febbraio del 1941 a causa del cedimento del disco della turbina.
Il 30 giugno del 1939 il dimostratore fu sottoposto ad una delegazione dell'Air Ministry che, favorevolmente impressionata, decise di finanziare lo sviluppo di una versione in grado di volare, la W.1. In seguito all'ottenimento del supporto governativo, Whittle iniziò lo studio di una versione più evoluta, la W.2.

## Tecnica
Il Whittle W.1 era costituito da un compressore centrifugo a doppia faccia in lega di alluminio seguito da un diffusore che immetteva l'aria compressa in dieci camere di combustione alimentate con paraffina liquida. I prodotti di combustione erano poi convogliati in uno stadio di turbina assiale (il cui disco era raffreddato ad acqua) che forniva l'energia necessaria a mettere in rotazione il compressore. L'energia residua del getto era utilizzata nell'ugello di scarico per ottenere la spinta di 860 libbre (3,8 kN).
Il principale problema che caratterizzò lo sviluppo del W.1 era relativo alla imperfetta combustione. Furono provati differenti schemi di alimentazione basati sulla pre-vaporizzazione del combustibile, ma l'inefficienza del processo (che richiedeva dimensioni delle camere incompatibili con l'impiego aeronautico) fu alla fine abbandonato in favore di iniettori in grado di atomizzare finemente il combustibile.
Prima del completamento della versione W.2 fu assemblato un modello avanzato (il W.1A) caratterizzato dal raffreddamento ad aria della turbina al posto del precedente a liquido.

## Velivoli utilizzatori
Regno Unito
- Gloster E.28/39